# Désenchantement du monde
Pour les articles homonymes, voir Désenchantement.
L'expression « désenchantement du monde » a été définie en 1917 par le sociologue Max Weber pour désigner le processus de recul des croyances religieuses et magiques au bénéfice des explications scientifiques. Le concept est étroitement lié aux idées de sécularisation et de modernité.
Le concept de désenchantement est connoté soit positivement, en tant qu'indice de progrès social, soit , au contraire, négativement, comme constituant une rupture avec un passé harmonieux. Selon Weber lui-même, il signifie une perte de sens et un déclin des valeurs, du fait que le processus de rationalisation dicté par l'économie tend de plus en plus à imposer ses exigences aux humains.
L'expression est fréquemment utilisée en relation avec le fait qu'à l'échelle planétaire la société se massifie (accroissement de la population, urbanisation galopante, développement exponentiel des télécommunications…) et l'idée que les questions d'intériorité et de spiritualité se retrouvent dévaluées, voire effacées, dans les flux d'informations.

## Origines de l'expression
Le mot enchantement est né du latin incantare, qui signifie « ensorceler », prononcer une parole censée produire des effets immédiats dans le monde. Le mot désenchantement se réfère par conséquent à l'idée de disparition de discours et de pratiques incantatoires. Par ailleurs, la notion de chant évoquant celle d'harmonie, celle de désenchantement renvoie à celle de dissolution d'un monde harmonieux.

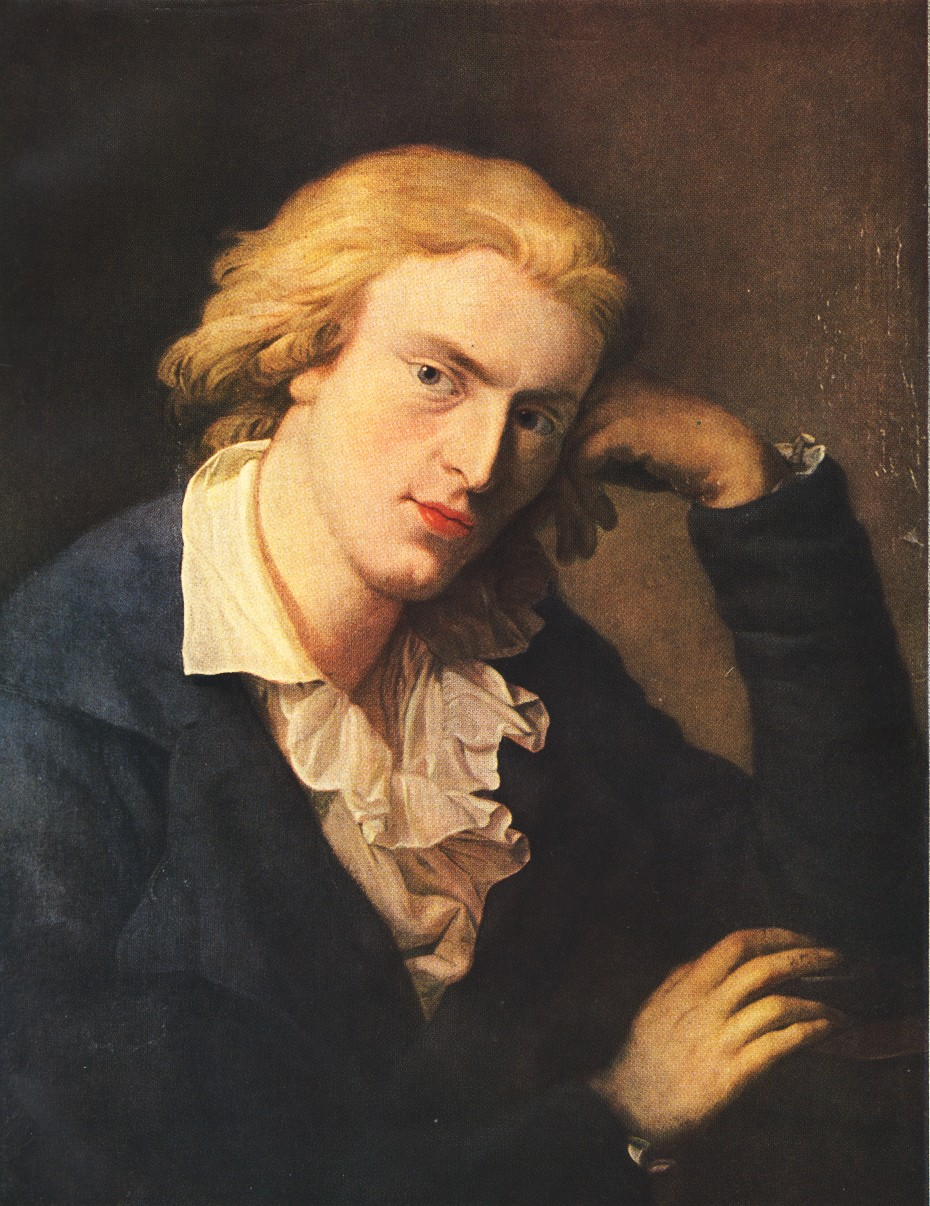
En 1788, le poète Schiller évoquait « la nature ayant perdu son caractère divin ».

Et tandis que la désillusion peut être définie comme le sentiment vécu par un individu prenant conscience du décalage existant entre la réalité et sa représentation idéalisée (ce qui intéresse la psychologie), la notion de désenchantement suppose une dimension collective, voire de grande ampleur. Elle intéresse par conséquent la sociologie. L'expression « désenchantement du monde » est ainsi utilisée par les sociologues pour qualifier le « monde moderne », un monde sécularisé, dans lequel la magie et la religion ne sont plus considérées comme des instances centrales et déterminantes dans la vie des hommes, tandis que la raison, la science et la technique sont au contraire valorisées, reçues comme des facteurs de progrès social.
- Cette idée, les philosophes des Lumières en font l'apologie au XVIIIe siècle : leur projet se présente en effet comme un combat contre l'obscurantisme et la superstition ; et plus ou moins explicitement contre la religion, qui joue le rôle d'éducateur principal et de condition de vérité sous l'Ancien Régime.

- À l'inverse, les Anti-Lumières estiment que l'entrée dans le monde moderne n'est pas à considérer comme un progrès mais plutôt comme le signal de la destruction d'une harmonie séculaire par l'industrialisation. En 1788, dans Les dieux de la Grèce, Friedrich von Schiller évoque « die entgötterte Natur » (« la nature ayant perdu son caractère divin »)[2]. Au XIXe siècle, ce rejet de la modernité s'exprime avec vigueur sous la forme d'une nostalgie d'un paradis perdu : tant chez les artistes, au sein du mouvement romantique, que chez les premiers opposants au monde industriel. Ainsi en 1854, aux États-Unis, le philosophe et naturaliste Henry David Thoreau fait l'éloge de la vie simple menée dans les bois, loin de la société[3].

## Premier usage de l'expression
L'expression « désenchantement du monde » apparaît au tout début du XXe siècle pour décrire la tension née précisément de cette opposition entre les « progressistes », selon qui ce désenchantement constitue en quelque sorte une mutation nécessaire et souhaitable, et les « nostalgiques », qui s'attachent à dénoncer les effets néfastes de l'industrialisation.

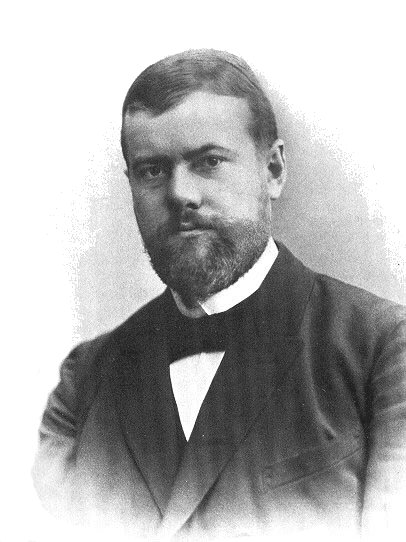
Max Weber.

La paternité de l'expression est attribuée au sociologue allemand Max Weber qui l'utilise à quatre reprises en 1904 dans son essai L'éthique protestante et l'esprit du capitalisme. Selon lui,

« (…) ce vaste processus de désenchantement (a) débuté avec les prophéties du judaïsme ancien et de concert avec la pensée grecque, (qui) rejetait tous les liens magiques d'atteindre au salut comme autant de superstitions et de sacrilèges. »

— Max Weber, L'éthique protestante et l'esprit du capitalisme, Plon/Pocket, 2010, p. 117
Weber reprend l'expression en 1917 dans une conférence intitulée La profession et la vocation de savant, cette fois en vue d'analyser le monde moderne, dans lequel lui-même évolue.

« Faisons-nous une idée claire de ce que signifie pratiquement la rationalisation par la science et par la technique guidée par la science. (…) L'intellectualisation et la rationalisation croissantes ne signifient pas une connaissance générale toujours plus grande des conditions de vie dans lesquelles nous nous trouvons. Elles signifient quelque chose d'autre : le fait de savoir ou de croire que, si on le veut, on peut à tout moment l'apprendre ; qu'il n'y a donc en principe aucune puissance imprévisible et mystérieuse qui entre en jeu et que l'on peut en revanche maîtriser toute chose par le calcul. Cela signifie le désenchantement du monde. »

— « La profession et la vocation de savant », in Le savant et le politique, traduction de Catherine Colliot-Thélène, La Découverte/Poche n°158, 2003, p. 83
L'expression « désenchantement du monde » entre alors dans le vocabulaire des sciences humaines.

## L'approche wéberienne

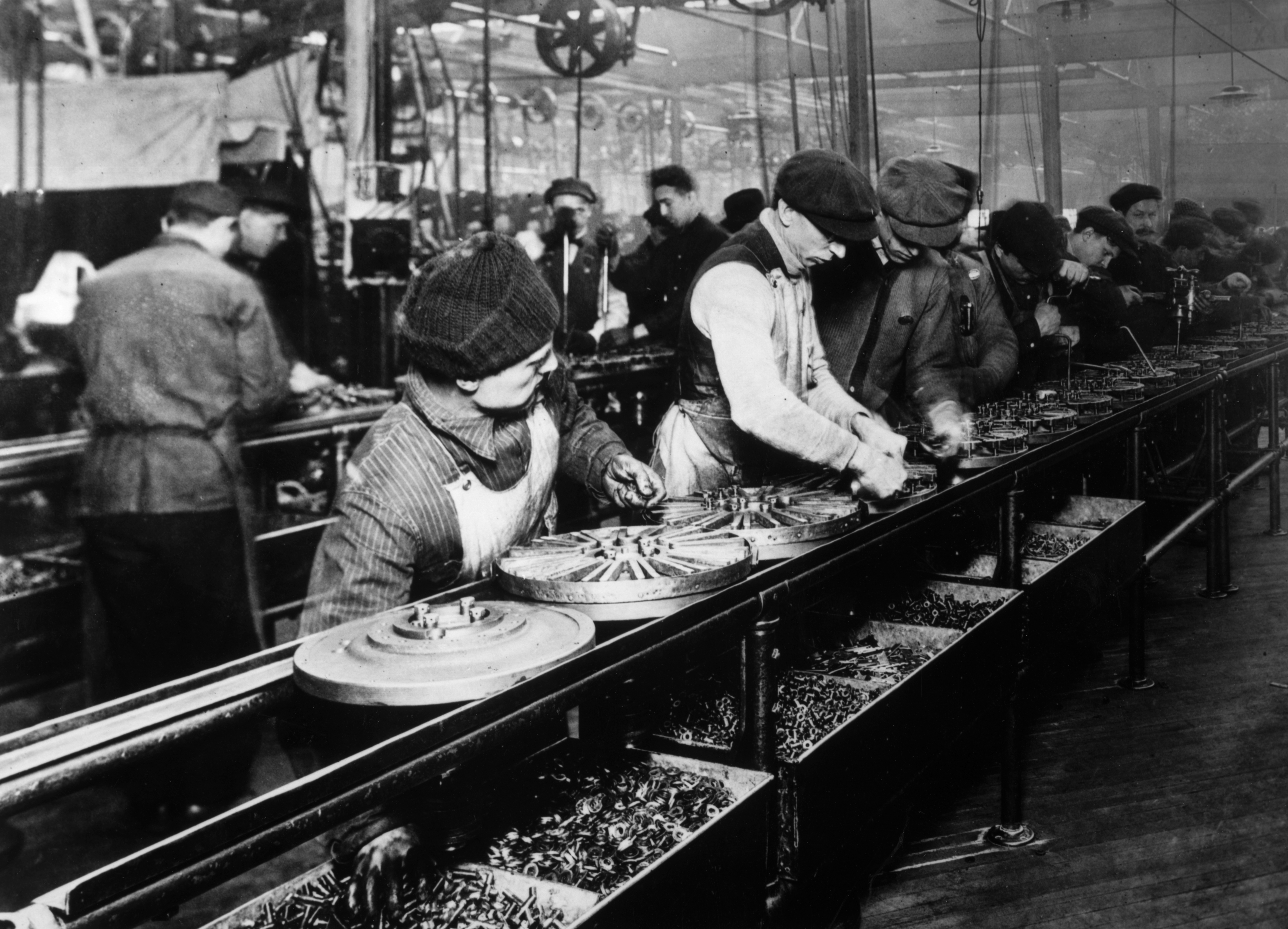
Selon Max Weber, le désenchantement du monde naît du processus de rationalisation, produit du capitalisme, en premier lieu, de l'industrialisation
(ici une chaîne de montage automobile Ford en 1913) et de la bureaucratisation.

Max Weber fonde le concept de "désenchantement du monde" (Entzauberung der Welt) sur sa réflexion par rapport à ce qu'il appelle "le processus de rationalisation" mis en place par le capitalisme moderne. Comme Karl Marx, selon qui le système capitaliste résulte directement des infrastructures mises en place lors de la Révolution industrielle, ainsi que des transformations dans les représentations du monde (fétichisme par exemple, associé au spiritisme en vogue à l'époque), Weber considère en 1904, dans L'éthique protestante et l'Esprit du capitalisme, qu'il résulte aussi d'un déplacement des valeurs opéré au sein de la bourgeoisie protestante : celle-ci en étant venue à survaloriser le travail des hommes en l'indexant au concept de salut par les œuvres. Ce faisant, les valeurs autrefois projetées dans l'au-delà (transcendance) se retrouvent reportées dans le monde ici-bas (immanence).
Selon Weber, le désenchantement du monde résulte également des avancées de la science (qui, en évacuant toute dimension surnaturelle, atrophie la place de l'imagination) et surtout de la technique, qui en est l'application. Dans Le Savant et le politique, il estime qu'hormis les hommes de science, personne n'a de véritable appréhension détaillée des objets complexes qu'il utilise : « Il nous suffit de pouvoir 'compter' sur eux ; le sauvage au contraire connaît incomparablement mieux ses outils ».
De cette méconnaissance des objets techniques, conclut Weber, il s'ensuit une aliénation et une perte de sens. Le sociologue appelle cage de fer ce que ressentent les individus lorsqu'ils sont oppressés ou paralysés par un système basé sur le calcul et le contrôle. Et selon Catherine Colliot-Thélène, une philosophe française spécialiste de Weber, « le désenchantement du monde [dans l'esprit de Weber], n'est pas seulement la négation de l'interférence du surnaturel dans l'ici-bas, mais aussi : la vacance du sens ».

## Critiques
Dès que L'Éthique protestante et l'esprit du capitalisme est traduite en France, le théologien protestant Jacques Ellul en fait un long commentaire, dans lequel, globalement, il loue la pertinence du propos mais où, également, il pointe une carence :

« Un aspect considérable, qui n’est pas retenu par Weber, c’est celui de la désacralisation. Si l’activité technique a pu prendre l’essor qu’elle a eu à partir du XVIIIe siècle (et qui a aussi conditionné le développement du capitalisme), c’est parce que la Réforme a désacralisé la nature. Celle-ci n’est plus considérée ni avec les restes du paganisme animiste qui subsiste au Moyen Âge, ni avec la conviction qu’elle participe de la nature divine. Une des conséquences de la rigoureuse transcendance de Dieu, est qu’elle est radicalement séparée de lui. Il n’y a donc aucune attitude sacrée, aucun respect sacré à avoir envers la nature. Celle-ci est une sorte de domaine livré à l’homme pour être exploité. L’homme peut faire ce qu’il veut dans cette nature complètement laïcisée. Nous avons là aussi un renversement de conception décisif qui a préparé la possibilité d’une application sans frein des techniques. Il est très regrettable que pour parachever sa démonstration, Weber n’ait pas explicité cette attitude des protestants. »

— Jacques Ellul, Max Weber, L'éthique protestante et l'esprit du capitalisme, Bulletin SEDEIS, n°905, supplément n°1, 20 décembre 1964
Dans cet article, Ellul ne commente pas l'expression "désenchantement du monde" mais ultérieurement, et à plusieurs reprises (notamment en 1973, dans son livre Les nouveaux possédés), il développe la thèse que ce n'est nullement "le monde" qui est désenchanté, comme l'avance Weber, mais seulement "la nature" ; et qu'en revanche c'est la technique (ce, précisément, par quoi l'homme a désacralisé la nature) qui est désormais sacralisée.

## Postérité de la thèse principale
Durant la seconde moitié du XXe siècle, différents penseurs ont repris la thèse principale exposée par Weber, à savoir que, induit par le processus de rationalisation et le développement exponentiel des techniques, le "désenchantement du monde" correspond à une « vacance du sens ». Outre Jacques Ellul, déjà cité, mentionnons le philosophe allemand Martin Heidegger, et l'historien américain Lewis Mumford.
Plus récemment, en 1985, dans son ouvrage La puissance du rationnel, l'historien et philosophe Dominique Janicaud affirme : « Nul ne peut contester qu'en un laps de temps relativement court (en comparaison de l'histoire et surtout de la préhistoire de l'humanité) les sciences et les techniques ont transformé notre planète au point d'ébranler des équilibres écologiques et ethnologiques immémoriaux, au point surtout de faire douter l'homme du sens de son existence et de ses travaux, jusqu'à faire vaciller sa propre identité ».
En 1999, Luc Boltanski et Eve Chiapello ont repris la méthode de Weber, dite "sociologie compréhensive", pour étudier l'évolution du capitalisme à la charnière du XXe siècle et du XXIe siècle. Et pour souligner explicitement cette filiation, ils ont intitulé leur livre Le nouvel esprit du capitalisme.
Le thème a influencé, explicitement ou implicitement, la littérature et la poésie du XXe et du XXIe siècles : la chanson de Georges Brassens, Le Grand Pan, illustre poétiquement le désenchantement du monde.

## Postérité de l'expression
Par la suite, quelques intellectuels français jouent sur le succès de l'expression "désenchantement du monde" pour élaborer différentes théories, mais sans toujours en approfondir le lien direct avec les thèses de Weber.
- En 1985, Marcel Gauchet publie Le désenchantement du monde[15], où il se livre à une interprétation du phénomène religieux dans son ensemble. Jean-Paul Willaime fait remarquer que Gauchet s'attaque au fait religieux "dans son essence", alors que Max Weber, quant à lui, déclarait : « définir la religion, dire ce qu'elle est, est impossible. (…) Nous n'avons pas à nous occuper de l'essence de la religion. Notre tâche est d'étudier les conditions et les effets d'une espèce particulière d'agir en communauté »[16].
- En 2004, Gauchet publie Un monde désenchanté ?, qui est un recueil de textes, d'articles et de conférences, nés des critiques soulevées après la publication du Désenchantement du Monde[17].
- En 2005, Jean Staune plaide "pour un réenchantement du monde au moyen de la science"[18].
- En 2006, Bernard Stiegler publie Réenchanter le monde : la valeur esprit contre le populisme industriel, en réaction à une université d'été du Medef, tenue l'année précédente et intitulée précisément "Réenchanter le monde"[19]. Il considère que l'esprit humain dispose des capacités nécessaires et suffisantes pour contrer les effets de l'industrialisation, qu'il estime désastreux[20].
- En 2007, Michel Maffesoli publie Le réenchantement du monde. Une éthique pour notre temps ; il prétend, selon ses termes, « s'employer à analyser le glissement d'une morale sclérosée vers des éthiques en gestation »[21].

Le compositeur Tristan Murail écrit un concerto pour piano et orchestre qu'il nomme "Le Désenchantement du monde", sans être plus explicite.